# Нижний Ломов
Ни́жний Ло́мов — город в Пензенской области России. Административный центр Нижнеломовского муниципального района.
Нижний Ломов образует муниципальное образование город Нижний Ломов со статусом городского поселения как единственный населённый пункт в его составе. Конечная железнодорожная станция Нижний Ломов на ветке от линии Сызрань — Ряжск. На конец XIX столетия существовала пригородная слобода Нижнего Ломова — Конная. В ней было 180 дворов, и проживало 1 100 жителей.
Через город проходит федеральная автотрасса М-5 «Урал».

## Этимология
Ойконим парный к Верхний Ломов — название села, расположенного в 10 км от города. Оба населённых пункта возникли в одно время (1635—1636 годы) как крепости на реке Ломовка.

## География
Город расположен на реке Ломов (Ломовке) (бассейн Оки), в 525 км к юго-востоку от Москвы и 109 км к северо-западу от Пензы.

### Уличная сеть
На 2022 год в Нижнем Ломове находится 89 улиц, 34 переулка, 4 площади и 1 проезд.

### Климат
| Показатель                    | Янв.  | Фев.  | Март  | Апр. | Май  | Июнь | Июль | Авг. | Сен. | Окт.  | Нояб. | Дек.  | Год   |
| ----------------------------- | ----- | ----- | ----- | ---- | ---- | ---- | ---- | ---- | ---- | ----- | ----- | ----- | ----- |
| Абсолютный максимум, °C       | 7,0   | 8,5   | 17,3  | 31,1 | 35,6 | 37,7 | 39,3 | 40,4 | 33,6 | 25,6  | 16,1  | 11,0  | 40,4  |
| Средний суточный максимум, °C | −5,5  | −5,1  | 1,0   | 12,4 | 20,8 | 24,8 | 26,6 | 24,7 | 18,2 | 9,9   | 0,6   | −4,4  | 10,3  |
| Средняя температура, °C       | −8,7  | −9,1  | −3,4  | 6,8  | 14,3 | 18,5 | 20,4 | 18,3 | 12,5 | 5,6   | −2,1  | −7,4  | 5,5   |
| Средний суточный минимум, °C  | −11,9 | −12,5 | −7,2  | 1,9  | 8,1  | 12,7 | 14,7 | 12,8 | 7,7  | 2,2   | −4,6  | −10,3 | 1,1   |
| Абсолютный минимум, °C        | −22,9 | −21   | −20,1 | −18  | −5,6 | −1,1 | 4,7  | 0,0  | −6,4 | −17,2 | −21,1 | −23,5 | −23,5 |
| Норма осадков, мм             | 38    | 31    | 35    | 33   | 42   | 65   | 59   | 51   | 52   | 47    | 48    | 41    | 542   |

## История
Поселение основано как острог на Нижнеломовской засечной черте в 1636 году, в другом источнике указан 1635 год и что он основан по указу русского царя Михаила Фёдоровича воеводой Красной Слободы, путным ключником Ф. А. Малово (Федор-Малый). Вместе с Верхним Ломовом стал одним из главных опорных пунктов в системе Белгородской засечной черты, охраняя важную переправу Козляцкий брод, находившийся на перекрестке дорог из Дикого поля на Наровчат и Идовскую дорогу. В остроге (крепости) была построена деревянная церковь в честь Воздвижения Животворящего Креста Господня, которая возможно была освящена в сентябре 1635 года. Предположительно около 1645 года (по другим данным с 1636 года (с конца 1640-х годов)) стал уездным городом-крепостью. Неоднократно отражал набеги крымских, перекопских и кубанских (ногайцев, черкесов, адыгов) татар. Город играл важную роль в заселении западной и юго-западной части Пензенского края (Московских украин).
В период Разинского бунта крепость захвачена 2 (12) октября 1670 года.
В 1708 году город приписан к Азовскому адмиралтейству, позже Азовской (Воронежской) губернии. После 1717 года утрачивает оборонительные функции. Развитию города способствовала крупная ярмарка (с середины XVIII века). Через город проходили торговые караваны с Дона, Крыма, Новороссии, из Средней Азии, Ирана, Индии и Китая на ярмарку в Нижний Новгород; в 1767 году здесь насчитывалось 300 лавок и до 8 000 покупателей.
С 1780 года уездный город Нижнеломовского уезда Пензенского наместничества. К середине XIX века торговое значение города упало, основным занятием жителей стало сельское хозяйство. Первоначально развивался на левом берегу реки Ломов, на горе. Городское строительство велось по плану регулярной застройки (1785 год). В 1858 году крестьянин С. П. Камендровский основал спичечную фабрику, которая к концу века превратилась в крупное предприятие.
На начало XX столетия в уездном городе проживало 9 996 жителей (1909 год), имелись мужской и женский монастырь, колокольный завод, спичечная фабрика, мельница и другие предприятия. Проводилась значительная ярмарка.
В 1914 году проживало 11 500 жителей. К началу 1-й мировой войны имелось 20 предприятий с числом рабочих 1 405 человек, в том числе три спичечные фабрики, два водочных завода, две канатные фабрики, две частные типографии.
В 1926 году начал работу городской радиоузел. В 1927 году проведена железнодорожная ветка до Выглядовки. С 1928 года Нижний Ломов — районный центр Нижнеломовского района Пензенского округа Средне-Волжской области. С 1939 года в составе Пензенской области.
В годы Великой Отечественной войны в городе размещалось два эвакогоспиталя. Был создан Нижнеломовский электромеханический завод, на базе эвакуированного в 1941 году из города Шостки Украинской ССР (часть завода после войны опять возвратилась в город Шостку.
С 1980 года по 1998 год Нижний Ломов являлся городом областного подчинения.

## Население
| 1784    | 1856    | 1897    | 1926    | 1931    | 1939    | 1959    | 1967    | 1970    |
| ------- | ------- | ------- | ------- | ------- | ------- | ------- | ------- | ------- |
| 3901    | ↗8900   | ↗9996   | ↘9805   | ↘9200   | ↘8106   | ↗13 881 | ↗16 000 | ↗17 460 |
| 1979    | 1989    | 1992    | 1996    | 1998    | 2000    | 2001    | 2002    | 2003    |
| ↗22 716 | ↗26 648 | ↗27 400 | ↘27 100 | ↘26 900 | ↘26 400 | ↘26 200 | ↘24 249 | ↘24 200 |
| 2005    | 2006    | 2007    | 2008    | 2009    | 2010    | 2011    | 2012    | 2013    |
| ↘23 800 | ↘23 600 | ↘23 400 | ↘23 300 | ↘23 221 | ↘22 678 | ↘22 644 | ↘22 404 | ↘22 185 |
| 2014    | 2015    | 2016    | 2017    | 2018    | 2020    | 2021    |         |         |
| ↘21 848 | ↘21 626 | ↘21 329 | ↘21 189 | ↘20 943 | ↘20 511 | ↘20 421 |         |         |

На 1 января 2025 года по численности населения город находился на 662-м месте из 1124 городов Российской Федерации.

## Экономика
За январь — июнь 2013 года объём отгруженной промышленной продукции в Нижнеломовском районе составил 1229,4 млн рублей. На территории Нижнеломовского района работают 18 промышленных предприятий (6 крупных и средних, 12 — малых).
На промышленных предприятиях занято 2872 человека, среднемесячная заработная плата — 15 369,4 рубля, что на 14,3 % больше, чем в аналогичный период 2012 года. Производительность труда на данных предприятиях составила 428 тыс. руб. на одного рабочего.
Основные предприятия:
- фанерный завод «Власть труда»,
- электромеханический завод (ЭМЗ),
- ликёроводочный завод,
- хлебозавод,
- ликероводочный завод «Алкопром».
- Группа компаний «Дамате» - сельскохозяйственный холдинг мясной направленности.

## СМИ

### Печатные издания
- Газета «Куранты-Маяк»
- Газета «Любимая»

### Радиостанции
| Частота МГц | Название       | Место           | Статус |
| ----------- | -------------- | --------------- | ------ |
| 87,9        | Авторадио      | г. Нижний Ломов | Вещает |
| 89,6        | Маруся FM      | пос. Пачелма    | Вещает |
| 91,0        | Новое радио    | г. Нижний Ломов | Вещает |
| 98,3        | Радио Рекорд   | с. Овчарное     | Вещает |
| 100,5       | Европа Плюс    | г. Нижний Ломов | Вещает |
| 102,1       | Русское радио  | г. Нижний Ломов | Вещает |
| 103,6       | Радио России   | пос. Пачелма    | Вещает |
| 104,0       | Радио Ваня     | пос. Пачелма    | Вещает |
| 104,5       | Радио Дача     | с. Овчарное     | Вещает |
| 106,2       | Дорожное радио | пос. Пачелма    | Вещает |
| 107,6       | Юмор FM        | пос. Пачелма    | Вещает |

## Достопримечательности

### Памятники
- Памятник В. И. Ленину
- Мемориал воинам погибшим в ВОВ
- Памятник «360 лет Нижнему Ломову»
- Памятник трудовому подвигу Нижнеломовцев
- Памятник пожарному автомобилю

### Храмы

##### Нижнеломовский Успенский Женский монастырь
- Собор Успения Пресвятой Богородицы
- Церковь Успения Пресвятой Богородицы